# Ferdinand von Saar

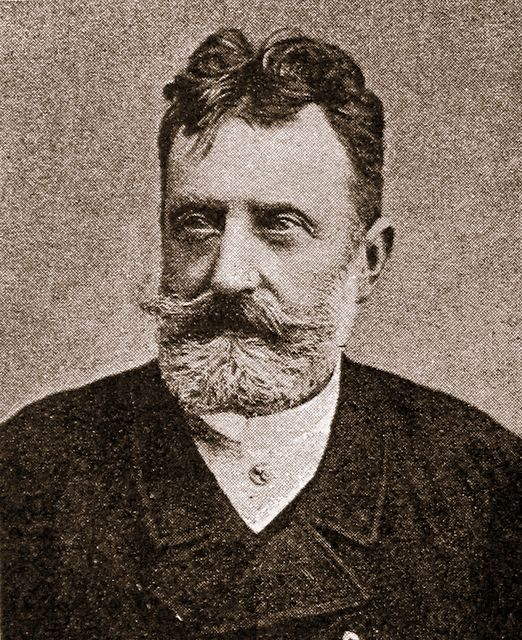
Ferdinand von Saar

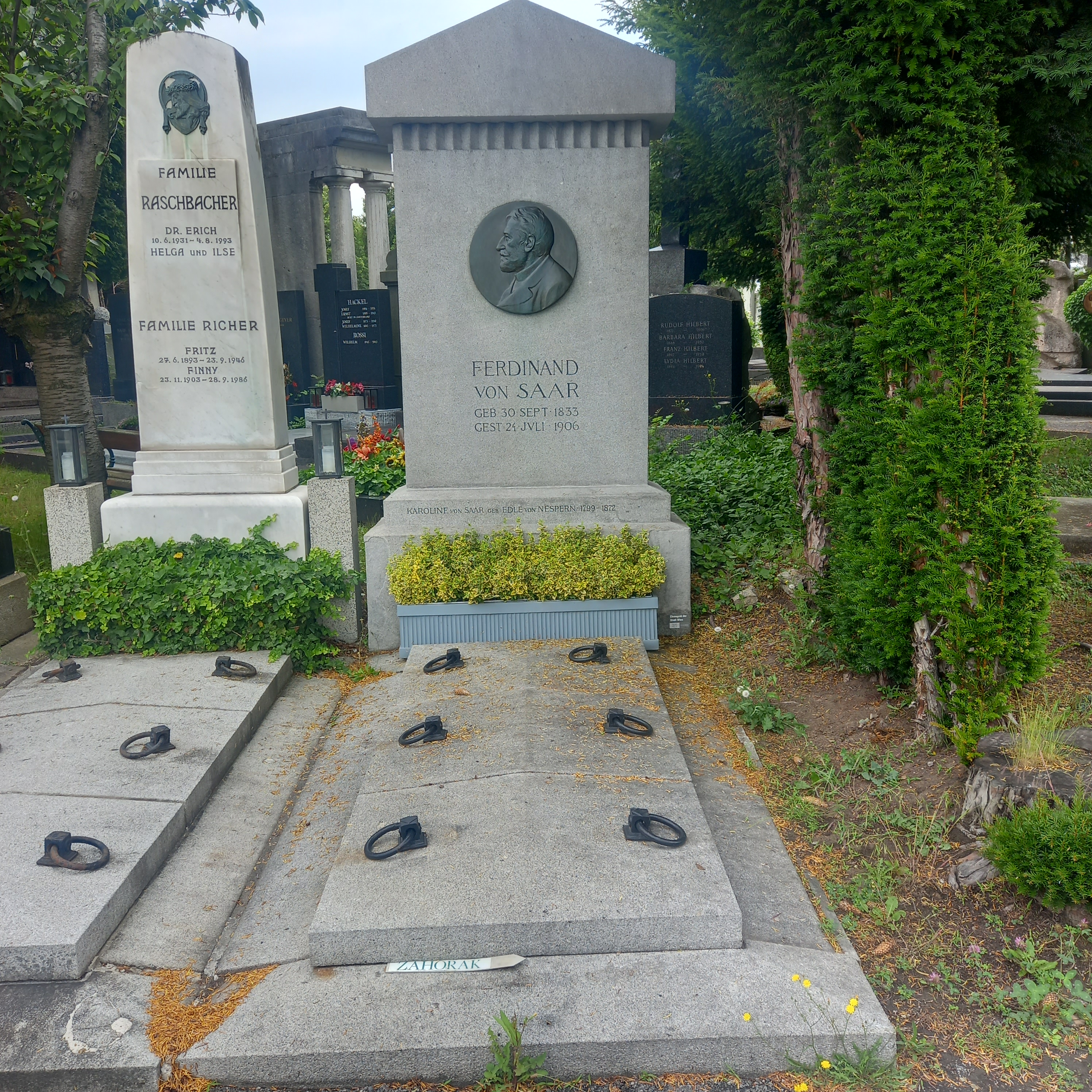
Das Grab von Ferdinand von Saar auf dem Friedhof Döbling in Wien

Ferdinand Ludwig Adam von Saar (* 30. September 1833 in Wien, Kaisertum Österreich; † 24. Juli 1906 in Wien-Döbling, Österreich-Ungarn) war ein österreichischer Schriftsteller, Dramatiker und Lyriker.

## Leben
Ferdinand Saar stammte aus einer 1793 geadelten Beamtenfamilie. Der Vater starb jedoch kurz nach Ferdinands Geburt. Die Mutter zog zurück in ihr Elternhaus, wo Saar zusammen mit seinem Vetter, dem späteren bildenden Künstler August von Pettenkofen, erzogen wurde. Er besuchte in Wien die Volksschule, dann die Stadtschule der Schotten und ab 1843 deren Gymnasium. 1849 trat er in das Heer ein und wurde 1854 Leutnant. 1860 beendete er seine Offizierslaufbahn, um sich der Literatur zu widmen. Hohe Schulden aus seiner Militärzeit führten jedoch in den Folgejahren zu mehreren Haftstrafen. 1871 wurde er durch adlige Gönnerinnen aus der drückendsten Not befreit. 1877 brachten die Novellen aus Österreich breitere Anerkennung. Zum größten Publikumserfolg wurden 1893 die Wiener Elegien. Drei Jahre zuvor hatte Saar den Franz-Joseph-Orden verliehen bekommen, 1902 wurde er Mitglied des Herrenhauses des Österreichischen Reichsrates.
Die letzten Jahre waren durch Krankheit (insbesondere  Darmkrebs) und vor allem schwere Depressionen gekennzeichnet. Nachdem schon seine Ehe 1884 mit dem Suizid seiner Frau tragisch gescheitert war, beendete auch er 1906 sein Leben durch eigene Hand (Sterbehaus: Rudolfinergasse 6, Unterdöbling).
Saar gehört neben Marie von Ebner-Eschenbach zu den bedeutendsten realistischen Erzählern der österreichischen Literatur des ausgehenden 19. Jahrhunderts. Seine Werke zeichnen sich durch humanistisches Ethos und Sozialkritik aus.

## Rezeption
Der Literaturwissenschaftler Claudio Magris sieht in Saar den hervorragenden Chronisten des zerfallenden alten Österreich: 

„Die Welt Saars ist eine Welt der besiegten und einsamen, vom Leben geschlagenen Menschen [...] Angesichts der unvermeidlichen Niederlage haben Saars Personen einen einzigen Ausweg, das beharrliche, soldatische Schweigen des Mannes, der mit würdiger Festigkeit aus dem Leben zu gehen weiß. Saar ist der Dichter des erhabensten und männlichsten Tons des habsburgischen Mythos.“

## Ehrungen
- Ferdinand von Saar ruht in einem ehrenhalber gewidmeten Grab auf dem Döblinger Friedhof (Gruppe 26, Nummer 33) in Wien.
- Im Jahr 1908 wurde in Wien-Döbling (19. Gemeindebezirk) der Saarplatz nach ihm benannt.
- Im Bezirksmuseum Döbling, der einstigen Villa Wertheimstein, erinnert das „Saarzimmer“ an den Dichter, der häufig bei Franziska von Wertheimstein zu Gast war.[4]

## Werke(Auswahl)
- Innocens (1866)
- Marianne (1873)
- Die Geigerin (1874)
- Die Steinklopfer (1874)

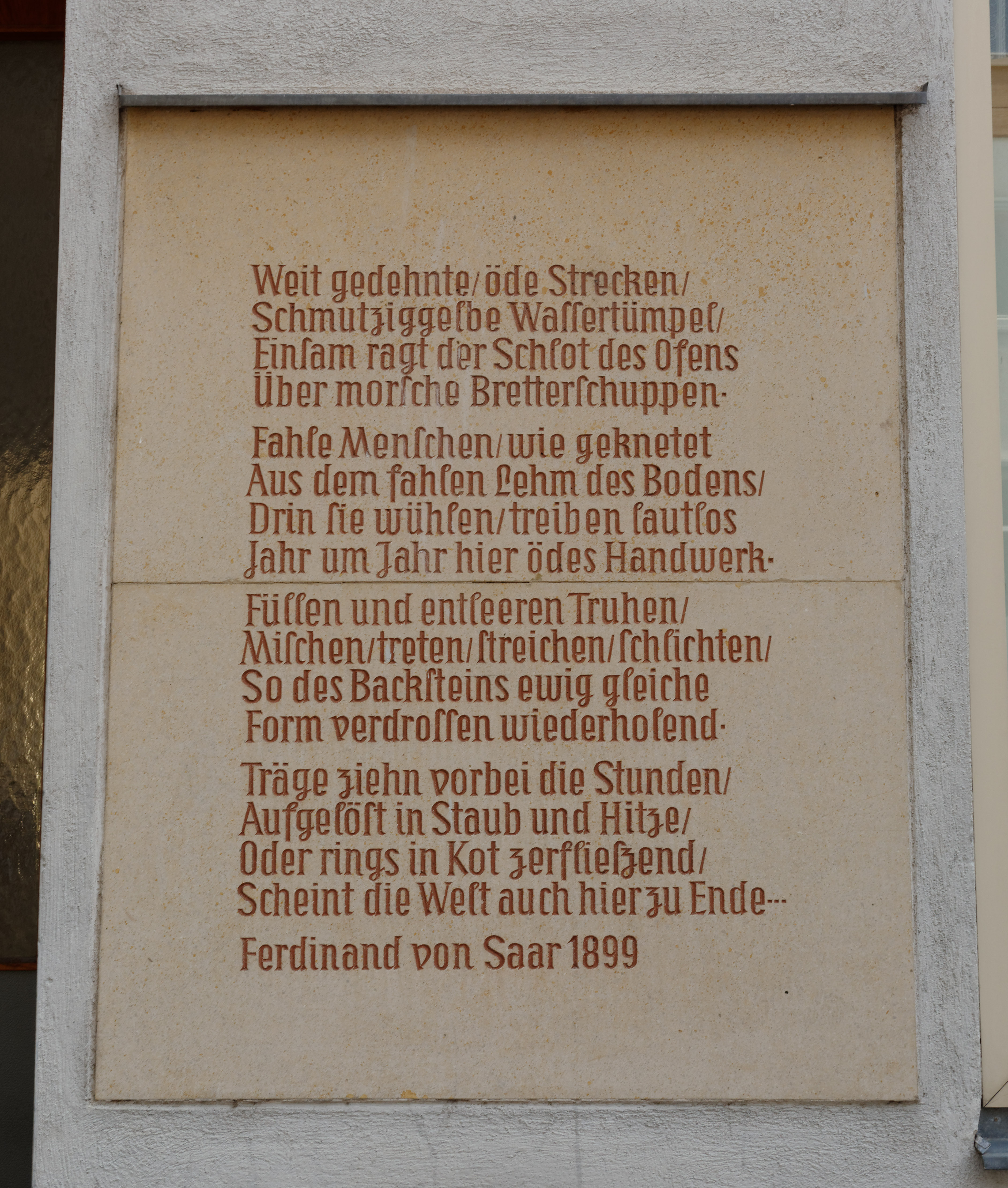
Gedicht an der Fassade des Hauses Ziegelofengasse 10 in Wien-Margareten

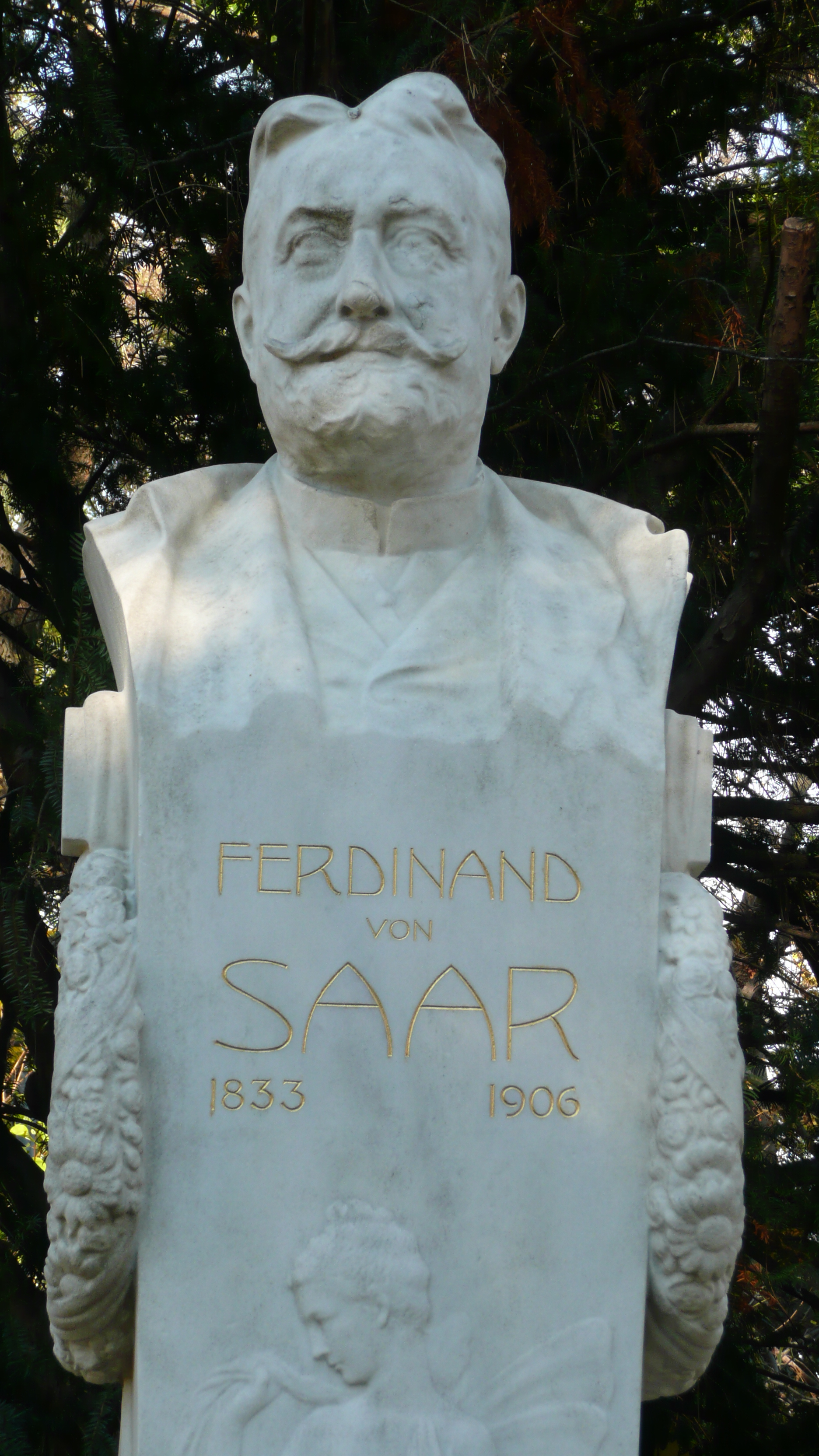
Denkmal für Ferdinand von Saar im Wertheimsteinpark in Wien (Bildhauer: Franz Seifert)

- Novellen aus Österreich (1877) – Digitalisat und Volltext im Deutschen Textarchiv
- Tambi (1882)
- Der Exzellenzherr (1882)
- Leutnant Burda (1887)
- Die Troglodytin (1887)
- Eine Wohlthat. Volksdrama in vier Acten (1887)[Anm. 1]
- Schicksale (1889)
- Ginevra (1890)
- Schloss Kostenitz (1892)
- Wiener Elegien (1893) S. 7-24 in Jakob Minor (Hrsg.): Sämtliche Werke Bd. 4 (Leipzig 1908)
- Herr Fridolin und sein Glück (1894)[Anm. 2]
- Doktor Trojan (1896)
- Der Sündenfall (1898)
- Die Brüder (1900)
- Der Brauer von Habrovan (1900)
- Die Heirat des Herrn Stäudl (1902)
- Außer Dienst (1902)
- Hermann und Dorothea (1902) Digitalisat
- Sappho (1904)
- Die Familie Worel (1905)
- Tragik des Lebens. Vier neue Novellen (1906) – Volltext online.
- Sämtliche Werke in zwölf Bänden. Im Auftrage des Wiener Zweigvereins der Deutschen Schillerstiftung mit einer Biographie des Dichters von Anton Bettelheim hrsg. von Jakob Minor. Hesse, Leipzig 1908, Permalink OBV.
- Karl Konrad Polheim (Hrsg.): Kritische Texte und Deutungen. Neun Bände. Niemeyer, Bonn/Tübingen 1980–1999, OBV.